# Pardesiya
Pardesiya (in ebraico פַּרְדֵּסִיָּה‎?, in arabo: بردسيا) è una città israeliana nel distretto Centrale. Situata nella pianura di Sharon, tra Kfar Yona e il consiglio regionale di Lev HaSharon, è stata fondata tra il 1937 e il 1939. Nel 2019 aveva una popolazione di 5 930 abitanti; la sua giurisdizione è di 1.273 dunum (~1,3 km²).

## Storia
Le terre di Pardesiya furono acquistate nel 1928 da Jean-Yona Fisher, ma rimasero inutilizzate. Nel 1937, Avraham Tabib dell'organizzazione yemenita olim, chiese ai suoi membri di seguirlo per costruire un villaggio su queste terre, promettendo la vendita di terreni a buon mercato. Venti famiglie arrivarono e nel 1939 fu completata la costruzione. Durante la seconda guerra mondiale, gli abitanti del villaggio si ritrovarono disoccupati e incapaci di pagare le tasse per le loro abitazioni. I residenti riuscirono comunque a risolvere la questione con l'aiuto dell'Agenzia ebraica per Israele, continuando a vivere nel villaggio. Dopo la guerra fu costruito un nuovo quartiere e una ma'abara per assorbire i nuovi immigrati. Pardesiya ottenne lo status di consiglio locale nel 1952.